# Loes Haverkort
 (octobre 2018).
Si vous disposez d'ouvrages ou d'articles de référence ou si vous connaissez des sites web de qualité traitant du thème abordé ici, merci de compléter l'article en donnant les références utiles à sa vérifiabilité et en les liant à la section « Notes et références ».
Loes Haverkort, née le 19 janvier 1981 à Almelo, est une actrice néerlandaise.

## Filmographie
- 2006-2007 : Van Speijk de Pollo de Pimentel : Tina Zonderland
- 2008 : In Real Life de Robert Jan Westdijk[1]
- 2010 : Dik Trom de Arne Toonen : Sonja Slager[2]
- 2011 : My Grandpa, the Bankrobber[3]
- 2015 : La Peau de Bax d'Alex van Warmerdam : Lucy[4]
- 2015 : Rendez-Vous de Antoinette Beumer : Simone[5]
- 2015 : Ja, ik wil! de Kees van Nieuwkerk : Sarah[6]
- 2015 : The Little Gangster de Arne Toonen : Wanda[7]
- 2016 : Superstar Vr de Steven Wouterlood[8]
- 2017 : Voor Elkaar Gemaakt de Martijn Heijne : Jip Hagen[9]
- 2018 : Redbad de Roel Reiné : Frea[10]
- 2010 : Bernhard, schavuit van Oranje[11]
- Depuis 2016 : De Jacht[12]
- 2025 : iHostage de Bobby Boermans : Lynn